# Церква Покрови Пресвятої Богородиці (Нирків, ПЦУ)
Церква Покрови Пресвятої Богородиці в Ниркові — парафія і храм Заліщицького благочиння Тернопільської єпархії Православної церкви України в селі Нирків Чортківського району Тернопільської области.
Оголошена пам'яткою архітектури місцевого значення (охоронний номер 536).

## Історія церкви
Перша письмова згадка про село Нирків датується 1714 роком. У той час тут був збудований і відкритий храм, змурований із червоного каменю.
Неподалік від храму у 2001 році збудували капличку на честь святих апостолів Петра і Павла. На старому польському цвинтарі збереглися руїни мавзолею родини Поганських, які були останніми власниками села. Колись його прикрашав барельєф роботи данського скульптора Б. Торвальдсена, що нині зберігається у Львівській галереї мистецтв.
Поруч із мавзолеєм знаходяться руїни ще однієї споруди в стилі класицизму, також збудованої Поганськими.
У 2000 році в селі встановили пам'ятні хрести на честь скасування панщини, 9-ї річниці незалежності України та 2000-ліття Різдва Христового.

## Парохи
- о. Олександр Процишин.